# Goryōkaku

Il forte di Goryōkaku visto dalla Goryōkaku Tower.

Goryōkaku (五稜郭?) è una fortificazione all'italiana sita ad Hakodate, sull'isola di Hokkaidō, in Giappone. Rappresentò la fortezza principale durante la breve repubblica di Ezo. La fortificazione fa parte dei 100 castelli più famosi del Giappone.

## Storia
La fortificazione Goryōkaku fu progettata nel 1855 da Takeda Ayasaburō. Il suo progetto ricalcava quello dell'architetto francese Vauban. Ha la forma pentagonale di una stella a cinque punte. Ciò consentiva un numero maggiore di postazioni di cannoni sulle sue mura rispetto a una tradizionale fortezza giapponese, e riduceva il numero di punti ciechi in cui un cannone non poteva sparare.
Il forte fu costruito dallo shogunato Tokugawa per proteggere lo stretto di Tsugaru da una possibile invasione della flotta russa.
Il Goryōkaku è famoso come luogo dell'ultima battaglia della guerra Boshin. I combattimenti durarono una settimana, dal 20 al 27 giugno 1869.